# 核ジャック
核ジャック（かくジャック）とは、核兵器や核兵器の原料となるウランやプルトニウムといった核物質(放射性物質)を奪取する行為を指す。核兵器および核物質の核と、英語のハイジャックを合わせた造語である。
主な方法としては武器や脅迫などの暴力的手段を用いて行われる。
海上保安庁のしきしまは、プルトニウムを含む高速増殖炉もんじゅの核燃料を、核ジャックから防ぐ目的で建造された。また、しきしまには、海上保安庁の特殊部隊である特殊警備隊(SST)が同乗していたとされる。　